# Jennifer Irwin
Jennifer Irwin (Toronto, 17 giugno 1975) è un'attrice canadese conosciuta principalmente per aver interpretato i ruoli di Linda Michaels nella serie televisiva Still Standing, di Cassie Powers in Eastbound & Down e di Virginia Kremp in The Goldbergs.

## Biografia
Nativa di Toronto, si è laureata alla Università McGill di Montreal.

### Carriera
La carriera dell'attrice inizia nel 1985, anno in cui recita in un ruolo minore nelle due puntate della miniserie televisiva Anna dai capelli rossi. L'anno seguente appare nel film per la televisione Easy Prey diretto da Sandor Stern e nel 1987 ottiene il suo primo ruolo in un film cinematografico, recitando nel ruolo di Linda Lee in Non aprite quel cancello di Tibor Takács. Nel corso degli anni '90 si unisce alla compagnia teatrale statunitense d'improvvisazione The Second City, con la quale recita in dozzine di spettacoli, continuando inoltre a recitare anche in produzioni televisive e cinematografiche, apparendo nel 1993 in un episodio della serie televisiva Hai paura del buio? e nel 1996 nel film diretto da Richard Benjamin Scambio di identità, in cui recita accanto a Shirley MacLaine, Ricki Lake e Brendan Fraser. Da questo momento in poi inizierà ad apparire costantemente in numerose produzioni televisive e cinematografiche.
Sempre durante gli anni '90 la si può vedere recitare nei film per la televisione Elvis Meets Nixon (1997) e Melanie Darrow (1997) e nei film cinematografici Blues Brothers: Il mito continua (1998), Il mio campione (1998), Dog Park (1998) e Superstar (1999).
Nel 2000 ottiene uno dei suoi primi ruoli di rilievo, entra infatti a far parte del cast principale della serie televisiva di sketch comici The Gavin Crawford Show, in cui recita fino al 2003. Negli stessi anni recita inoltre nei film per la televisione Harlan County War (2000), Spinning Out of Control (2001), Whitewash: colpevole fino a prova contraria (2002) e Gilda Radner: It's Always Something (2002), nell'episodio pilota della serie televisiva The Ellen Show (2001), e nel film Ferite mortali con Steven Seagal. Tra il 2001 e il 2002 è inoltre anche nel cast principale della serie televisiva di breve durata Inside Schwartz, in cui recita nel ruolo di Emily Cobert e nel 2003 è nel cast principale della prima stagione di Slings & Arrows, nel ruolo di Holly Day.
Nel 2002 viene scritturata per uno dei ruoli per cui è maggiormente conosciuta dal grande pubblico, quello di Linda Michaels della serie televisiva Still Standing, nella quale l'attrice recita in tutti gli 88 episodi prodotti prima della cancellazione avvenuta nel 2006.
Nel 2009 entra a far parte del cast principale della serie televisiva Eastbound & Down, in cui recita nel ruolo di Cassie Powers. Uscita dal cast principale al termine della prima stagione, continua a recitare come personaggio ricorrente anche nel corso delle successive, apparendo in un totale di sedici episodi.
Nel 2011 Irwin è nel cast di numerose produzioni: recita nei film Amici, amanti e... e Bad Teacher - Una cattiva maestra, appare nel ruolo ricorrente di Creepy Carol nella serie televisiva Breaking In, nella quale recita fino al 2012, partecipa alla prima stagione di Michael: Every Day nel ruolo principale di Sammy Dunbar e viene scelta per doppiare il personaggio principale Sheila Wendell della serie animata Crash Canyon, alla quale presta la voce fino al termine della serie avvenuta nel 2013. Sempre nel 2013 entra inoltre a far parte del cast della serie televisiva The Goldbergs, nel ruolo ricorrente di Virginia Kremp, la vicina di casa dei protagonisti.
Tra il 2014 e il 2016 recita come guest star in alcune serie televisive, tra cui Motive, Working the Engels e Halt and Catch Fire ed è nel cast dei film Zoom (2015), Fallen Stars (2015) e Another Evil (2016). Nel 2018 entra a far parte del cast della serie televisiva Superstore nel ruolo ricorrente della manager Laurie e nel 2019 recita in otto episodi dell'ultima stagione della serie televisiva iZombie nel ruolo di Dolly Durkins e appare nel film antologico The Mortuary Collection diretto da Ryan Spindell.

## Filmografia

### Cinema
- Non aprite quel cancello (The Gate), regia di Tibor Takács (1987)
- Scambio di identità (Mrs. Winterbourne), regia di Richard Benjamin (1996)
- Blues Brothers - Il mito continua (Blues Brothers 2000), regia di John Landis (1998)
- Superstar, regia di Bruce McCulloch (1999)
- Il mio campione (A Cool, Dry Place), regia di John N. Smith (1999)
- Ferite mortali (Exit Wounds), regia di Andrzej Bartkowiak (2001)
- Amici, amanti e... (No Strings Attached), regia di Ivan Reitman (2011)
- Zoom, regia di Pedro Morelli (2015)
- Un lungo weekend (Long Weekend), regia di Steve Basilone (2021)

### Televisione
- Anna dai capelli rossi (Anne of Green Gables), regia di Kevin Sullivan – miniserie TV (1985)
- Hai paura del buio? (Are You Afraid of the Dark?) – serie TV, episodio 2x03 (1993)
- Elvis Meets Nixon, regia di Allan Arkush – film TV (1997)
- The Ellen Show – serie TV, episodio 1x01 (2001)
- Still Standing – serie TV, 88 episodi (2002-2006)
- Aliens in America – serie TV, episodio 1x12 (2008)
- Lie to Me – serie TV, episodio 2x10 (2009)
- Eastbound & Down – serie TV, 16 episodi (2009-2013)
- Better Off Ted - Scientificamente pazzi (Better Off Ted) – serie TV, episodio 2x05 (2010)
- Aiutami Hope! (Raising Hope) – serie TV, episodio 1x11 (2010)
- Less Than Kind – serie TV, 3 episodi (2010-2012)
- Breaking In – serie TV, 17 episodi (2011-2012)
- The Goldbergs – serie TV, 57 episodi (2013-2023)
- Motive – serie TV, episodio 2x09 (2014)
- Schitt's Creek – serie TV, episodio 1x11 (2015)
- Halt and Catch Fire – serie TV, episodi 2x04-2x05 (2015)
- Superstore – serie TV, 5 episodi (2018-2019)
- iZombie – serie TV, 8 episodi (2019)
- Hacks – serie TV, episodio 1x04 (2021)
- The Muppets Mayhem Band – serie TV, episodio 1x03 (2023)
- American Born Chinese – serie TV, 3 episodi (2023)

## Doppiatrici italiane
Nelle versioni in italiano delle opere in cui ha recitato, Jennifer Irwin è stata doppiata da:
- Francesca Guadagno in Superstar, The Goldbergs
- Alessandra Korompay in Breaking In, iZombie
- Monica Ward in Still Standing
- Roberta Greganti in Motive